# Freak Kitchen
Freak Kitchen — хэви метал/хард рок-группа из Гётеборга (Швеция), основана в 1992 году.
Из-за высокой техничности их композиций многие люди относят их стиль к прогрессивному металу/року. На стиль Freak Kitchen повлияли многие направления музыки, от традиционного хэви до джаза и попа. Группа описывает свой третий альбом как «хеви-поп-рок-ворлд-джаз-авангард-метал-блюзовую запись».
Тексты песен содержат жёсткую критику капиталистического общества, конформизма, расизма и политики крупных звукозаписывающих компаний.
Фронтмен Mattias IA Eklundh широко известен как высокотехничный гитарист, использующий для игры на гитаре при записи и на концертах такие необычные вещи, как например вибрирующие фаллоимитаторы и гребешки для волос. Eklundh также выпустил 3 сольника: Sensually Primitive (1997) (под псевдонимом Mr. Libido), Freak Guitar (1999) и Freak Guitar — The Road Less Traveled (2004). Последний на текущий момент альбом группы «Cooking with Pagans» вышел в сентябре 2014 года.

## Состав группы

### Текущий состав
- Mattias «IA» Eklundh — Vocals and Guitar (1992-)
- Christer Örtefors — Bass and Vocals (2000-)
- Björn Fryklund — Drums (2000-)

### Бывшие участники
- Christian Grönlund — Bass and Vocals (1992—2000)
- Joakim Sjöberg — Drums and Vocals (1992—2000)

## Дискография

### Студийные альбомы
- Appetizer (Thunderstruck Productions, 1994)
- Spanking Hour (Thunderstruck Productions, 1996)
- Freak Kitchen (Thunderstruck Productions, 1998)
- Dead Soul Men (Thunderstruck Productions, 2000)
- Move (Thunderstruck Productions, 2002)
- Organic (Thunderstruck Productions, 2005)
- Land Of The Freaks (Thunderstruck Productions, август-сентябрь 2009)
- Cooking with Pagans (Thunderstruck Productions, сентябрь 2014)
- Confusion To The Enemy (Thunderstruck Productions, сентябрь 2018)

### Мини-альбомы
- Junk Tooth (1997)